# Quintus Gargilius Martialis (Eques)
Quintus Gargilius Martialis (vollständige Namensform Quintus Gargilius Quinti filius Quirina Martialis) war ein im 3. Jahrhundert n. Chr. lebender Angehöriger des römischen Ritterstandes (Eques). Durch eine Inschrift, die in Auzia gefunden wurde und die auf 260 datiert ist, sind einzelne Stationen seiner Laufbahn bekannt
Zunächst übernahm Martialis als Praefectus die Leitung der Cohors I Asturum, die zum Zeitpunkt seines Kommandos in der Provinz Britannia stationiert war. Danach war er Kommandeur (Tribunus) der Cohors Hispanorum, die in der Provinz Mauretania Caesariensis stationiert war. Als dritte Stufe folgte das Kommando als Praepositus über die Cohors Singularium und eine Vexillation maurischer Reiter.
Durch eine weitere Inschrift aus Auzia ist belegt, dass Martialis in der Tribus Quirina eingeschrieben war.